# الحول (مستباء)

تعديل مصدري - تعديل

الحول هي إحدى قرى عزلة شرق مستباء بمديرية مستباء التابعة لمحافظة حجة، بلغ تعداد سكانها 781 نسمة حسب تعداد اليمن لعام 2004.